# Gorno-Ałtajski Obwód Autonomiczny
Gorno-Ałtajski Obwód Autonomiczny, Gorno-Ałtajski OA, pierwotnie Ojrocki Obwód Autonomiczny, Ojrocki OA (ros. Горно-Алтайская автономная область) – obwód autonomiczny w Związku Radzieckim, istniejący w latach 1930−1991, wchodzący w skład Rosyjskiej Federacyjnej Socjalistycznej Republiki Radzieckiej.
Gorno-Ałtajski OA został utworzony 1 czerwca 1922 r. jako Ojrocki Obwód Autonomiczny. Tworzenie autonomicznych jednostek terytorialnych dla mniejszości narodowych było częścią polityki tzw. korienizacji, tj. przyznawania autonomii mniejszościom narodowym zamieszkującym obszary dawnego Imperium, poprzednio dyskryminowanym i rusyfikowanym przez carat. 7 stycznia 1948 r. Ojrocki OA przemianowany został na Gorno-Ałtajski OA.
Obwód istniał do 3 lipca 1991 r., kiedy to poprzez podniesienie rangi i poszerzenie zakresu autonomii zlikwidowano obwód i powołano w jego miejsce Gorno-Ałtajską ASRR. Republika ta z kolei po kilkumiesięcznym istnieniu została zlikwidowana. Zamiast niej utworzono autonomiczną Republikę Ałtaju w składzie Federacji Rosyjskiej.
 Informacje nt. położenia, gospodarki, historii, ludności itd. go Gorno-Ałtajskiego Obwodu Autonomicznego znajdują się w: artykule poświęconym Republice Ałtaju, jak obecnie nazywa się podmiot Federacji Rosyjskiej, będący prawną kontynuacją Obwodu.